# Костюк Володимир Кіндратович
Костюк Володимир Кіндратович — доктор ветеринарних наук, професор, академік АНВО України.

## Біографія
Народився 14 листопада 1955 року у с. Висоцьк Дубровицького району Рівненської області. У 1973 році закінчив Висоцьку середню школу, а у 1978 році — з відзнакою ветеринарний факультет Української Ордена Трудового Червоного Прапора сільськогосподарської академії.
З 1978 по 1980 рік — головний ветеринарний лікар, а з 1980 по 1983 рік — голова профкому колгоспу ім. Леніна у рідному селі. У 1983 році вступив до аспірантури Української сільськогосподарської академії (зараз Національний університет біоресурсів і природокористування України). З 1986 року, після закінчення аспірантури та захисту кандидатської дисертації, працює асистентом, з 1991 року — доцентом, а з 2011 року — професором кафедри анатомії тварин ім. акад. В. Г. Касьяненка (з 28 грудня 2016 року — кафедри анатомії та гістології тварин ім. акад. В. Г. Касьяненка) Національного університету біоресурсів і природокористування України. Кандидатську дисертацію захистив 19 січня 1987 року, докторську — 19 травня 2010 року.
Упродовж 1998—2012 років працював, за сумісництвом, старшим науковим співробітником Науково-методичного центру аграрної освіти Міністерства аграрної політики України, був головою робочих груп Міністерства освіти і науки, молоді та спорту України з розроблення Галузевих Стандартів вищої освіти України для підготовки фахівців напряму «Ветеринарна медицина» у вищих навчальних закладах III—IV рівнів акредитації. Упродовж багатьох років є членом спеціалізованої вченої ради із захисту кандидатських дисертацій у Харківській державній зооветеринарній академії, членом спеціалізованої вченої ради із захисту докторських та кандидатських дисертацій у Національному університеті біоресурсів і природокористування України, членом Науково-методичної комісії науково-педагогічних працівників напряму «Ветеринарна медицина» України.

## Науковий напрямок
Дослідження будови та розвитку лімфатичної системи тварин, порівняльна анатомія.

## Науковий та науково-методичний доробок
Є автором та співавтором понад 230 наукових та науково-методичних робіт, з яких 1 підручник та 20 навчальних посібників для вищих навчальних закладів III—IV рівнів акредитації, 6 Галузевих Стандартів вищої освіти України і 13 програм навчальних дисциплін для підготовки фахівців за напрямом «Ветеринарна медицина», 3 монографії, близько 80 статей та понад 30 тез у наукових виданнях України, Росії, Англії, а також близько 50 інших наукових та науково-методичних публікацій.

### Підручники, навчальні посібники, довідники, що мають грифи МОНМС України та МАПП України
1. Російсько-український словник термінів ветеринарної медицини: Навчальний посібник / Укладачі С. К. Рудик, І. М. Гудков, В. С. Левчук, В. К. Костюк та ін. — К. : Урожай, 1994. — 112 с.
2. Костюк В. К. Атлас анатомії свійських тварин. Остеологія: Навчальний посібник / В. К. Костюк. — К.: Аграрна освіта, 2001. — 78 с.
3. Костюк В. К. Анатомія сільськогосподарських тварин (курс лекцій): Навчальний посібник / В. К. Костюк. — К. : Аграрна освіта, 2003. — 70 с.
4. Костюк В. К. Анатомія свійських тварин (Комплект кодопосібників): Навчальний посібник / В. К. Костюк, В. С. Левчук. — К.: Аграрна освіта, 2003. — 182 с.
5. Хомич В. Т., Рудик С. К., Левчук В. С., та ін.; за ред. В. Т. Хомича Морфологія сільськогосподарських тварин: Підручник / В. Т. Хомич, С. К. Рудик, В. С. Левчук, Б. В. Криштофорова, В. П. Новак В. К. Костюк — К.: Вища освіта, 2003. — 527 с.
6. Левчук В. С., Костюк В. К. Українсько-латинський словник анатомічних термінів: Навчальний посібник / В. С. Левчук, В. К. Костюк. — К.: Аграрна освіта, 2004. — 184 с.
7. Дипломне проектування у вищих навчальних закладах Мінагрополітики України: Навчально-методичний посібник / Т. Д. Іщенко, І. М. Бендера, С. М. Кравченко, В. К. Костюк та ін. — К.: Аграрна освіта, 2006. — 256 с.
8. Костюк В. К. Атлас анатомії свійських тварин. Синдесмологія. Міологія. : Навчальний посібник / В. К. Костюк. — Вінниця: Нова книга, 2007. — 75 с.
9. Костюк В. К. Навчальна дисципліна «Анатомія сільськогосподарських тварин» / В. К. Костюк, П. М. Гаврилін, Б. В. Криштофорова // Рекомендований перелік навчального обладнання, устаткування та унаочнення для навчальних дисциплін циклів професійної та практичної підготовки фахівців напряму «Ветеринарна медицина»: Довідник. — К.: Аграрна освіта, 2010. — С. 19-27.
10. Робочий зошит з анатомії свійських тварин для лабораторних занять та самостійної роботи: Навчальний посібник / І. В. Яценко, В. К. Костюк, П. М. Гаврилін, С. К. Рудик, О. П. Мельник, С. А. Ткачук, М. М. Бондаревський. — К: Аграр Медіа Груп, 2011. — 86 с.
11. Костюк В. К. Тестові завдання з морфології сільськогосподарських тварин: Навчальний посібник / В. К. Костюк, Н. В. Дишлюк: За ред. В. К. Костюка. — К.: Аграрна освіта, 2011. — 224 с.
12. Фізіолого-біохімічні показники організму тварин. Довідник: Навчальний посібник / А. Й. Мазуркевич, М. Д. Камбур, А. А. Замазій, В. І. Карповський, Р. С. Федорук, В. О. Трокоз, Л. М. Степченко, В. К. Костюк, А. М. Сорока, В. Ф. Галат, М. П. Прус, П. І. Головач, Д. Ф. Гуфрій, М. П. Ніщіменко, Є. М. Лівощенко, В. О. Величко, І. В. Задорожний, Н. В. Гудзь. — Суми: ПП Вінниченко М. Д., ФОП Дьоменко В. В., 2011. — 132 с.
13. Робочий зошит з анатомії свійських тварин для лабораторних занять та самостійної роботи. Нутрощі: Навчальний посібник / І. В. Яценко, В. К. Костюк, П. М. Гаврилін, С. К. Рудик, О. П. Мельник, С. А. Ткачук, М. М. Бондаревський. — К: Аграр Медіа Груп, 2012. — 80 с.
14. Робочий зошит з анатомії свійських тварин для лабораторних занять та самостійної роботи. Інтегрувальні системи, органи чуття та анатомія птиці: [методичний посібник] / І. В. Яценко, В. К. Костюк, П. М. Гаврилін, С. К. Рудик, О. П. Мельник, С. А. Ткачук, М. М. Бондаревський. — К: Аграр Медіа Груп, 2012. — 90 с.
15. Морфологія сільськогосподарських тварин: Підручник / В. Т. Хомич, С. К. Рудик, В. С. Левчук, Б. В. Криштофорова, В. П. Новак В. К. Костюк — К.: ТОВ «Аграр Медіа Груп», 2012. — 527 с.
16. Костюк В. К. Тестові завдання з анатомії свійських тварин: Навчальний посібник / В. К. Костюк. — К.: ТОВ «Аграр Медіа Груп», 2012. — 134 с.
17. Морфологія сільськогосподарських тварин (у схемах): Навчальний посібник / В. О. Іванов, В. К. Костюк, В. В. Самойлюк. — Херсон: Олді-плюс, 2012. — 192 с.
18. Костюк В. К. Українсько-латинсько-англійсько-російський словник анато-мічних термінів: Навчальний посібник / В. К. Костюк. — К.: Аграр Медіа Груп, 2015. — 298 с.
19. Збірник тестових завдань для незалежного заміру знань студентів зі спеціальності 211 «Ветеринарна медицина» в аграрних вищих навчальних закладах: За ред. М. І. Цвіліховського, В. К. Костюка, Т. В. Дудус. — К. : Агроосвіта, 2016. — 240 с.
20. Багатомовний словник анатомічних термінів (українсько-латинсько-англійсько-російсько-білорусько-польсько-румунський): Навчальний посібник / В. К. Костюк, E.Pasicka, М. В. Щипакін, О. К. Усович, V.Enciu; За заг. ред. В. К. Костюка. — Київ: Аграр Медіа Груп, 2016. — 840 с.

### Монографії
1. Костюк В. К. Онтогенез лімфатичного русла шлунка свійського бика: Монографія / В. К. Костюк. — К.: Аграр Медіа Груп, 2011. — 81 с.
2. Костюк В. К. Лімфатичне русло шлунка свійського бика: Монографія / В. К. Костюк. — К.: Аграр Медіа Груп, 2011. — 138 с.
3. Костюк В. К. Лімфатичне русло язика і дна ротової порожнини свійських тварин: Монографія / В. К. Костюк. — К.: ТОВ «Аграр Медіа Груп», 2012. — 141 с.

### Стандарти вищої освіти України
1. Галузевий Стандарт вищої освіти України. Освітньо-кваліфікаційна характеристика спеціаліста за спеціальністю 7.130501 «Ветеринарна медицина», напряму підготовки 1305 "Ветеринарна медицина /М. І. Цвіліховський, В. Й. Любецький, А. Й. Мазуркевич, В. К. Костюк та ін. — К., 2004. — 52 с.
2. Галузевий Стандарт вищої освіти України. Освітньо-професійна програма підготовки спеціаліста за спеціальністю 7.130501 «Ветеринарна медицина», напряму підготовки 1305 "Ветеринарна медицина /М. І. Цвіліховський, В. Й. Любецький, А. Й. Мазуркевич, В. К. Костюк та ін. — К., 2004. — 113 с.
3. Галузевий Стандарт вищої освіти України. Освітньо-кваліфікаційна характеристика магістра за спеціальністю 8.130501 «Ветеринарна медицина», напряму підготовки 1305 "Ветеринарна медицина /М. І. Цвіліховський, В. Й. Любецький, В. К. Костюк та ін. — К., 2004. — 28 с.
4. Галузевий Стандарт вищої освіти України. Освітньо-професійна програма підготовки магістра за спеціальністю 8.130501 «Ветеринарна медицина», напряму підготовки 1305 «Ветеринарна медицина /М. І. Цвіліховський, В. Й. Любецький, В. К. Костюк та ін. — К., 2004. — 46 с.
5. Галузевий Стандарт вищої освіти України. Освітньо-кваліфікаційна характеристика бакалавра. Галузь знань 1101 „Ветеринарія“, напрям підготовки 6.110101 „Ветеринарна медицина“, кваліфікація 3227 „Молодший лікар ветеринарної медицини“ / В. К. Костюк, М. І. Цвіліховський, В. Б. Духницький та ін. — К., 2011. — 76 с.
6. Галузевий Стандарт вищої освіти України. Освітньо-професійна програма підготовки бакалавра. Галузь знань 1101 „Ветеринарія“, напрям підготовки 6.110101 „Ветеринарна медицина“, кваліфікація 3227 „Молодший лікар ветеринарної медицини“ / В. К. Костюк, М. І. Цвіліховський, В. Б. Духницький та ін. — К., 2011. — 84 с.

### Програми навчальних дисциплін для підготовки фахівців у ВНЗ України
1. Анатомія свійських тварин / С. К. Рудик, В. С. Левчук, В. К. Костюк, Б. В. Криштофорова, В. С. Кононенко // Програма для вищих аграрних закладів освіти III—IV рівнів акредитації із спеціальності 7.130501 „Ветеринарна медицина“. — К.: Аграрна освіта, 2000. — 12 с.
2. Морфологія сільськогосподарських тварин / В. Т. Хомич, С. К. Рудик, В. С. Левчук, В. К. Костюк, В. П. Новак // Програма для вищих аграрних закладів освіти II—IV рівнів акредитації із спеціальності 6.130200 — „Зооінженерія“. — К.: Аграрна освіта, 2000. — 11 с.
3. Охорона праці у ветеринарній медицині / Л. І. Коваленко, О. Ф. Барабаш, В. А. Лисий, В. К. Костюк // Програма навчальної дисципліни для підготовки фахівців із спеціальності 7.130501 „Ветеринарна медицина“ в аграрних вищих навчальних закладах III—IV рівнів акредитації. — К.: Аграрна освіта, 2003. — 12 с.
4. Професійна етика лікаря ветеринарної медицини / І. С. Панько, О. Г. Приймак, Л. В. Кладницька, В. К. Костюк, М. В. Козак, А. О. Драчук // Програма навчальної дисципліни для підготовки спеціалістів в аграрних вищих навчальних закладах III—IV рівнів акредитації із спеціальності 7.130501 „Ветеринарна медицина“ — К.: Аграрна освіта, 2004. — 10 с.
5. Навчальна ветеринарно-санітарна практика / Г. М. Калиновський, О. Є. Галатюк, Г. П. Олійник, В. К. Костюк // Програма навчальної ветеринарно-санітарної практики для підготовки спеціалістів в аграрних вищих навчальних закладах III—IV рівнів акредитації із спеціальності 7.130501 „Ветеринарна медицина“. — К.: Аграрна освіта, 2004. — 8 с.
6. Анатомія свійських тварин / С. К. Рудик, В. С. Левчук, В. К. Костюк, В. С. Кононенко, Б. В. Криштофорова, П. М. Гаврилін // Програма навчальної дисципліни для підготовки фахівців напряму 1305 „Ветеринарна медицина“ у вищих навчальних закладах III—IV рівнів акредитації Міністерства аграрної політики України. — К.: Аграрна освіта, 2007. — 16 с.
7. Морфологія сільськогосподарських тварин / В. Т. Хомич, С. К. Рудик, В. К. Костюк, В. С. Левчук, Б. В. Криштофорова, В. П. Новак // Програма навчальної дисципліни для підготовки бакалаврів напряму 6.090102 „Технологія виробництва і переробки продукції тваринництва“ у вищих навчальних закладах III—IV рівнів акредитації Міністерства аграрної політики України. — К.: Аграрна освіта, 2007. — 14 с.
8. Гігієна продуктів харчування та продовольчої сировини / Д. А. Засєкін, Н. І. Кос'янчук, В. К. Костюк, Г. М. Бандуренко // Програма навчальної дисципліни для підготовки фахівців ОКР „магістр“ спеціальності 8.000001 спеціальності „Якість, стандартизація та сертифікація“ напряму 110101 „Ветеринарна медицина“ у вищих навчальних закладах III—IV рівнів акредитації Міністерства аграрної політики та продовольства України. — К.: Аграрна освіта, 2010. — 16 с.
9. Професійна етика / В. І. Козій, М. П. Чорнозуб, М. В. Петрик, А. О. Драчук, М. В. Козак, В. К. Костюк // Програма навчальної дисципліни для підготовки фахівців ОКР „бакалавр“ напряму 6.110101 „Ветеринарна медицина“ у вищих навчальних закладах II—IV рівнів акредитації Міністерства аграрної політики та продовольства України. — К.: Аграрна освіта, 2012. — 16 с.
10. Анатомія свійських тварин / В. К. Костюк, С. К. Рудик, О. П. Мельник, Б. В. Криштофорова, В. В. Лемещенко, П. М. Гаврилін, Г.Пужиц, М.Янечек, Т.Радек // Програма нормативної навчальної дисципліни для підготовки фахівців ОКР „бакалавр“ напряму 6.110101 „Ветеринарна медицина“ у вищих навчальних закладах II–IV рівнів акредитації Міністерства аграрної політики та продовольства України. — К.: Аграрна освіта, 2013. — 29 с.
11. Морфологія сільськогосподарських тварин / В. К. Костюк, В. Т. Хомич, С. К. Рудик, Б. В. Криштофорова, В. П. Новак Г.Пужиц, М.Янечек, Т.Радек // Програма нормативної навчальної дисципліни для підготовки фахівців ОКР „бакалавр“ напряму 6.090102 „Технологія виробництва і переробки продукції тваринництва“ у вищих навчальних закладах II–IV рівнів акредитації Міністерства аграрної політики та продовольства України. — К.: Аграрна освіта, 2013. — 28 с.
12. Порівняльна морфологія і судова ветеринарна медицина / В. К. Костюк, С. К. Рудик, О. П. Мельник, Б. В. Борисевич, В. В. Лісова, В. В. Лемещенко, І. В. Яценко, Г.Пужиц, М.Янечек, Т.Радек // Програма нормативної навчальної дисципліни для підготовки фахівців ОКР „магістр“ напряму 8.110101 „Ветеринарна медицина“ у вищих навчальних закладах III–IV рівнів акредитації Міністерства аграрної політики та продовольства України. — К.: Аграрна освіта, 2013. — 23 с.
13. Іноземна мова у професійній діяотності/ В. І. Козій, М. В. Рубленко, А. Й. Краєвський, В. К. Костюк, А. М. Безпаленко, В. В. Шарандак // Програма нормативної навчальної дисципліни для підготовки фахівців ОКР „магістр“ спеціальності 8.110101 „Ветеринарна медицина“ (за видами) у вищих навчальних закладах III–IV рівнів акредитації Міністерства аграрної політики та продовольства України. — К.: Агроосвіта, 2014. — 15 с.

## Державні та відомчі нагороди
- Знак пошани;
- Відмінник аграрної освіти та науки III ступеня;
- За вагомий внесок в розвиток освіти;
- За заслуги в розвитку ветеринарної медицини III ступеня;
- 20 років Академії наук вищої освіти України;
- Золота медаль В. Г. Касьяненка;
- За досягнення у ветеринарії;
- Орден святого рівноапостольного князя Володимира ІІІ ступеня;
- Орден святого рівноапостольного князя Володимира ІІ ступеня;
- Орден святого рівноапостольного князя Володимира І ступеня.